# Spilarctia comma
Spilarctia comma là một loài bướm đêm thuộc phân họ Arctiinae, họ Erebidae.